# Movimento de milícias nos Estados Unidos

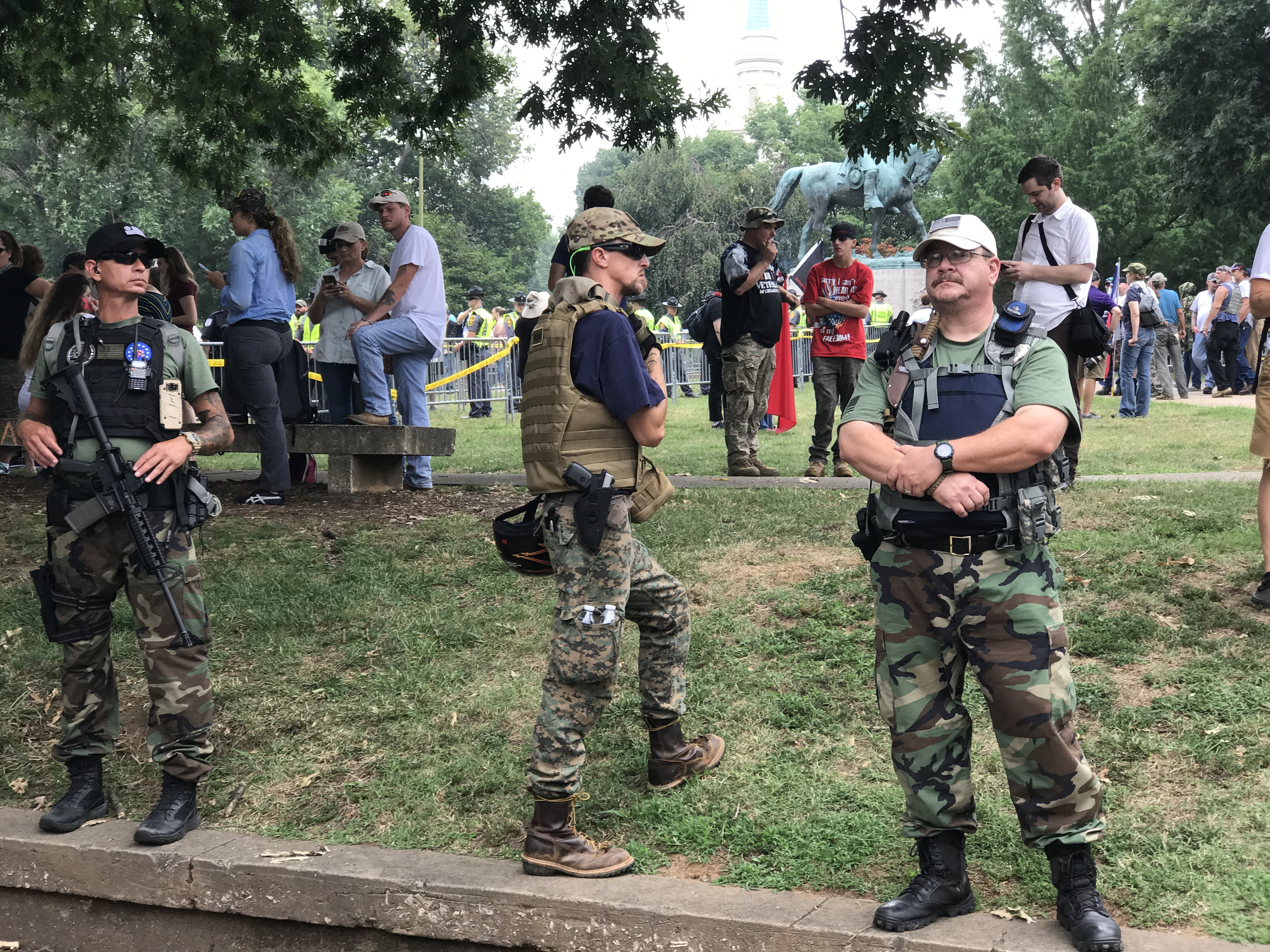
Milicianos do movimento Three Percenters em Charlottesville durante a Manifestação Unite the Right em 2017

O Movimento de Milícias (em inglês:  Militia Movement) é um movimento político estadunidense de extrema-direita organizado em grupos paramilitares que reivindicam legitimidade com base na "Cláusula das Milícias", a Segunda Emenda da Constituição dos Estados Unidos e outras disposições similares nas constituições dos diferentes estados do país. O historiador Mark Pitcavage assim descreve o movimento de milícias na década de 1990: 
Estes grupos referem a si próprios como milícia, milícia desorganizada  e milícia constitucional.  Embora grupos como a Posse Comitatus existiam já no início dos anos 1980,  o movimento ganhou força após confrontos controversos com agentes do governo federal no início da década de 1990. Em meados dos anos 1990, os grupos estavam ativos em todos os 50 estados dos Estados Unidos com a adesão estimada entre 20.000 e 60.000. 
Embora estas organizações são geralmente desconectadas entre si, estão unidas na crença de que o governo ameaça a sua liberdade e mantem uma oposição comum a quaisquer limitações à Segunda Emenda, especialmente pelos direitos estabelecidos por esta emenda para portar armas.

## Grupos milicianos ativos
| Nome do grupo                                                 | Estado, condado ou localidade                                                                      |
| ------------------------------------------------------------- | -------------------------------------------------------------------------------------------------- |
| United States Constitutional Militia                          | Estados Unidos                                                                                     |
| Texas Citizens Militia                                        | Texas                                                                                              |
| 2nd Alabama Militia                                           | Alabama, Mobile                                                                                    |
| Alabama Shoals Badgers                                        | Alabama, Tuscumbia                                                                                 |
| Alaska Citizens Militia                                       | Alaska, Nikiski                                                                                    |
| Arizona Citizens Militia                                      | Arizona, Douglas                                                                                   |
| Arizona Militia                                               | Arizona, Glendale                                                                                  |
| Cochise County Militia                                        | Arizona, Tombstone                                                                                 |
| Northern Arizona Militia                                      | Arizona, Flagstaff                                                                                 |
| Arkansas Defense Force                                        | Arkansas, em todo o estado                                                                         |
| Militia of Washington County                                  | Arkansas, Fayetteville                                                                             |
| American Resistance Movement                                  | Estados Unidos, em todo o país                                                                     |
| State of California Unorganized Militia                       | California, Monrovia                                                                               |
| Minutemen Militia                                             | Colorado, Fort Collins                                                                             |
| Florida Free Alliance                                         | Florida, Nokomis                                                                                   |
| Florida Free Militia                                          | Florida, Palm Coast                                                                                |
| Georgia Militia                                               | Georgia, Chatham County                                                                            |
| Militia of Georgia                                            | Georgia, Lawrenceville                                                                             |
| Idaho Citizens Constitutional Militia                         | Idaho, em todo o estado                                                                            |
| North Idaho Light Foot Militia                                | Idaho, Condado de Bonner                                                                           |
| 135th Illinois Volunteer Cavalry                              | Illinois, em todo o estado                                                                         |
| Illinois State Militia (Unorganized) 167th Battalion, 21st FF | Illinois, em todo o estado                                                                         |
| Illinois Volunteer Militia (IVM)                              | Illinois, em todo o estado (Capítulos atualmente em condados de Will e de DuPage)                  |
| Indiana Citizens Volunteer Militia, 3rd Brigade (desativado)  | Indiana, Tippecanoe County                                                                         |
| Indiana Constitutional Militia                                | Indiana, em todo o estado                                                                          |
| Indiana Militia Corps (desativado)                            | Indiana, em todo o estado                                                                          |
| Indiana Sedentary Militia (desativado)                        | Indiana, Condado de Hendricks                                                                      |
| Indiana Sons of Liberty                                       | Indiana, em todo o estado                                                                          |
| Indiana's Greene County Militia (desativado)                  | Indiana, Greene County                                                                             |
| Indiana State Militia 14th Regiment (desativado)              | Indiana, Owen County                                                                               |
| Indiana Volunteer Militia                                     | Indiana, sudeste                                                                                   |
| Kansas State Militia                                          | Kansas, Wichita                                                                                    |
| Kansas Regional Militias                                      | Kansas                                                                                             |
| 1st Joint Public Militia                                      | Kentucky, Bowling Green                                                                            |
| Kentucky Militia                                              | Kentucky                                                                                           |
| Northern Kentucky Militia 105th "Blue Guard"                  | Kentucky                                                                                           |
| Louisiana Militia                                             | Louisiana, em todo o estado                                                                        |
| Louisiana Unorganized Militia                                 | Louisiana, Abbeville                                                                               |
| Maine Constitutional Militia                                  | Maine, em todo o estado                                                                            |
| Southern Sons of Liberty                                      | Maryland, em todo o estado                                                                         |
| Delta 5 Mobile Light Infantry Militia                         | Michigan, Eaton County                                                                             |
| East-Central Volunteer Militia of Michigan                    | Michigan, Lapeer County                                                                            |
| Hutaree Militia                                               | Michigan, sul                                                                                      |
| Jackson County Volunteers                                     | Michigan, Jackson County                                                                           |
| Lenawee County Free and Independent Militia                   | Michigan, Adrian                                                                                   |
| Michigan Militia                                              | Michigan, Redford                                                                                  |
| Michigan Militia Corps Wolverines 8th Division                | Michigan, centro-sul                                                                               |
| Northern Michigan Backyard Protection Militia                 | Michigan, norte                                                                                    |
| Southeast Michigan Volunteer Militia                          | Michigan, 13 condados                                                                              |
| West Michigan Volunteer Militia                               | Michigan, Muskegon County                                                                          |
| Capitol City Militia                                          | Michigan, condados de Eaton e Ingham                                                               |
| Mid Michigan Militia                                          | Michigan, sete condados centrados em torno de Ingham                                               |
| Ocqueoc Militia                                               | Michigan, Condado de Presque Isle, Condado de Montmorency, Condado de Alpena, Condado de Cheboygan |
| Minnesota Militia/Army of Mississippi                         | Minnesota, St. Cloud                                                                               |
| Minnesota Minutemen Militia                                   | Minnesota                                                                                          |
| Constitution Defense Militia of Attala County (CDMAC)         | Mississippi, Attala County                                                                         |
| East Central Mississippi Militia                              | Mississippi, centro-leste                                                                          |
| Missouri Militia                                              | Missouri, Kansas City                                                                              |
| Militia of Montana                                            | Montana, Noxon                                                                                     |
| New Hampshire Patriot Militia                                 | New Hampshire, em todo o estado                                                                    |
| United States Constitution Rangers                            | New Hampshire, West Lebanon                                                                        |
| New Jersey Militia                                            | New Jersey, Trenton                                                                                |
| New Jersey Guardian Angels                                    | New Jersey, Jackson                                                                                |
| Empire State Militia 11th Field Force                         | New York, noroeste                                                                                 |
| Sons of Liberty                                               | New York, Buffalo                                                                                  |
| Bloodville Volunteers                                         | New York, Condado de Saratoga                                                                      |
| United States Constitutional Militia                          | North Carolina, Jacksonville (Carolina do Norte)                                                   |
| Constitutional Militia of Clark County                        | Ohio, Clark County                                                                                 |
| Constitutional Militia of Franklin County(M.C.M.)             | Ohio, Franklin County                                                                              |
| Northeastern Ohio Defense Force 3BN                           | Ohio, Lisbon                                                                                       |
| Northwestern Ohio Defense Force 4BN                           | Ohio, Kenton                                                                                       |
| Ohio Defense Force State Headquarters                         | Ohio, Zanesville                                                                                   |
| Ohio Militia                                                  | Ohio, em todo o estado                                                                             |
| Southeastern Ohio Defense Force 3rd Platoon                   | Ohio, Belmont County                                                                               |
| Southwestern Ohio Defense Force 5BN                           | Ohio, Lebanon                                                                                      |
| Unorganized Militia of Champaign County                       | Ohio, St. Paris                                                                                    |
| Eastern Oregon Militia                                        | Oregon, Eastern Oregon / Oregon Militia Alliance                                                   |
| Oregon Militia Alliance                                       | Oregon, em todo o estado                                                                           |
| Oregon Militia Corps                                          | Oregon, em todo o estado                                                                           |
| Northwest Rangers Advanced Training Group                     | Oregon, Central Oregon / Oregon Militia Alliance                                                   |
| Northwest Spectres                                            | Oregon, área de Portland                                                                           |
| Southern Oregon Militia                                       | Oregon, Eagle Point                                                                                |
| Keystone Freedom Fighters                                     | Pennsylvania, Gettysburg                                                                           |
| East Tennessee Militia                                        | Tennessee, leste                                                                                   |
| American Patriots for Freedom Foundation                      | Texas, Spring                                                                                      |
| Central Texas Militia                                         | Texas, Central                                                                                     |
| Texas Well Regulated Militia                                  | Texas, Edwards County                                                                              |
| Texas State Militia                                           | Texas                                                                                              |
| Tooele County Light Foot Militia                              | Utah                                                                                               |
| Virginia Citizens Militia                                     | Virginia, Roanoke                                                                                  |
| Virginia Militia                                              | Virginia                                                                                           |
| Grays Harbor County Patriot Militia                           | Washington, Grays Harbor County                                                                    |
| King County Volunteer Militia                                 | Washington, King County                                                                            |
| Kitsap County WA Militia                                      | Washington, Kitsap County                                                                          |
| Washington State Militia                                      | Washington, em todo o estado                                                                       |
| United States Constitutional Militia                          | Washington, Tacoma                                                                                 |
| Brazos Militia                                                | Texas Central , Texas                                                                              |